# سیاره میمون‌ها (رمان)
سیاره میمون‌ها شناخته شده‌ترین اثر پیر بول نویسندهٔ فرانسوی، رمانی است دربارهٔ آینده زمین وحکمرانی میمون‌ها در آینده زمین می‌باشد وتاکنون براساس آن فیلم‌های سیاره میمون‌ها (فیلم ۱۹۶۸)، سیاره میمون‌ها (فیلم ۲۰۰۱)، ظهور سیاره میمون‌ها، طلوع سیاره میمون‌ها و جنگ برای سیاره میمون‌ها ساخته شده‌است.